# Anauxesis congoensis
Anauxesis congoensis là một loài bọ cánh cứng trong họ Cerambycidae.